# Hemipyrrha
Hemipyrrha là một chi bướm đêm thuộc họ Geometridae.